# كلايتون إيزبيل
كلايتون إيزبل (مواليد 3 أغسطس 2000) لاعب كرة قدم أمريكية محترف، يلعب في مركز الظهير الدفاعي لفريق إدمونتون إلكس في الدوري الكندي لكرة القدم. لعب كرة القدم الجامعية في ولايات إلينوي ويوتا وكارولينا الساحلية قبل أن يوقع عقدًا مع فريق بانثرز كلاعب حر غير مُختار.

## بداياته
التحق إيزبل بالمدرسة الثانوية في سانت تشارلز إيست.بعد تخرجه، قرر إيزبل الالتزام باللعب في فريق إلينوي ستيت ريدبيردز لكرة القدم الجامعية.

## المسيرة الجامعية
خلال مسيرة إيزبل في ولاية إلينوي، لعب في 28 مباراة محققًا 105 تدخلات، خمسة منها ونصف كانت خسارة، وستة انحرافات تمريرة، وخمس اعتراضات، واستعادة الكرة مرتين، وإجبار على التعثر، في طريقه إلى أن يتم اختياره كأفضل لاعب في FCS مرتين. بعد موسمين في ولاية إلينوي، قرر إيزبل دخول بوابة الانتقالات.
قرر إيزبل الانتقال للعب مع فريق يوتا يوتس. خلال موسم إيزبل الوحيد مع يوتا في عام 2022، لعب في جميع المباريات الأربع عشرة وبدأ مباراة واحدة سجل فيها 16 تدخلًا مع نصف تدخل كان للخسارة. بعد انتهاء موسم 2022، قرر إيزبل إدخال اسمه في بوابة انتقالات NCAA.
لموسم 2023، قرر إيزبل الانتقال للعب مع فريق كوستال كارولينا تشانتيكليرز. في الأسبوع الأول من موسم 2023، حقق إيزبل ثلاث اعتراضات في خسارة أمام فريق يو سي إل إيه. في موسمه الأخير في عام 2023، سجل إيزبل 86 تدخلًا، أربعة ونصف منها كانت خسارة، وخمسة انحرافات تمريرة، وثلاث اعتراضات. بعد انتهاء موسم 2023، قرر إيزبل الإعلان عن مشروع اتحاد كرة القدم الأميركي لعام 2024.

## المسيرة المهنية

### كارولينا بانثرز
لم يتم اختيار إيزبل في مسودة اتحاد كرة القدم الأميركي لعام 2024، ووقع مع فريق كارولينا بانثرز كلاعب حر غير مختار. وتم التنازل عنه في 26 يوليو.

### نيويورك جاينتس
في 20 أغسطس 2024، وقع إيزبل مع نيويورك جاينتس، لكنه تنازل عن العقد بعد خمسة أيام.

### إدمونتون إلكس
تم توقيع إيزبيل من قبل نادي إدمونتون إلكس في 28 يناير 2025.